# Cəbrayıl Həsənov
Cəbrayıl Həsənov –también escrito como Jabrayil Hasanov– (Suparibag, 24 de febrero de 1990) es un deportista azerbaiyano que compitió en lucha libre.
Participó en dos Juegos Olímpicos de Verano, obteniendo una medalla de bronce en Río de Janeiro 2016, en la categoría de 74 kg, y el quinto lugar en Londres 2012, en la categoría de  66 kg. En los Juegos Europeos de Bakú 2015 obtuvo una medalla de bronce en la categoría de 74 kg.
Ganó cuatro medallas en el Campeonato Mundial de Lucha entre los años 2010 y 2019, y ocho medallas en el Campeonato Europeo de Lucha entre los años 2009 y 2020.

## Palmarés internacional
| Juegos Olímpicos   | Juegos Olímpicos        | Juegos Olímpicos  | Juegos Olímpicos |
| Año                | Lugar                   | Medalla           | Categoría        |
| ------------------ | ----------------------- | ----------------- | ---------------- |
| 2016               | Río de Janeiro (Brasil) | Medalla de bronce | 74 kg            |
| Campeonato Mundial |                         |                   |                  |
| Año                | Lugar                   | Medalla           | Categoría        |
| 2010               | Moscú (Rusia)           | Medalla de bronce | 66 kg            |
| 2011               | Estambul (Turquía)      | Medalla de bronce | 66 kg            |
| 2018               | Budapest (Hungría)      | Medalla de plata  | 79 kg            |
| 2019               | Nursultán (Kazajistán)  | Medalla de plata  | 79 kg            |
| Juegos Europeos    |                         |                   |                  |
| Año                | Lugar                   | Medalla           | Categoría        |
| 2015               | Bakú (Azerbaiyán)       | Medalla de bronce | 74 kg            |
| Campeonato Europeo |                         |                   |                  |
| Año                | Lugar                   | Medalla           | Categoría        |
| 2009               | Vilna (Lituania)        | Medalla de plata  | 66 kg            |
| 2010               | Bakú (Azerbaiyán)       | Medalla de oro    | 66 kg            |
| 2011               | Dortmund (Alemania)     | Medalla de oro    | 66 kg            |
| 2014               | Vantaa (Finlandia)      | Medalla de plata  | 74 kg            |
| 2016               | Riga (Letonia)          | Medalla de plata  | 74 kg            |
| 2018               | Kaspisk (Rusia)         | Medalla de bronce | 79 kg            |
| 2019               | Bucarest (Rumania)      | Medalla de oro    | 79 kg            |
| 2020               | Roma (Italia)           | Medalla de bronce | 79 kg            |